# La buena vida (película de 1966)
 La buena vida  es una película en blanco y negro de Argentina dirigida por René Mugica según el guion de Carlos Latorre que se estrenó el 9 de junio de 1966 y que tuvo como protagonistas a José María Langlais, Fernanda Mistral, Zulma Faiad y Beatriz Taibo.

## Sinopsis
Un modesto empleado consigue que su jefe le confíe una importante suma de dinero.

## Reparto
Participaron del filme los siguientes intérpretes:
- José María Langlais
- Fernanda Mistral
- Zulma Faiad
- Beatriz Taibo
- Santiago Gómez Cou
- Maurice Jouvet
- Nathán Pinzón
- Onofre Lovero
- Ángeles Martínez
- Tito Alonso
- Nelly Beltrán
- Beto Gianola
- Elda Dessel
- Mario Savino
- Haydeé Padilla
- Eduardo Humberto Nóbili
- Linda Peretz
- Renée Oliver
- Greta Williams
- Pepe Armil
- Lita Landi

## Comentarios
El Heraldo del Cine dijo:

Muy viable como espectáculo y cuestionable como solución dramática.

Manrupe y Portela escriben:

Olvidado film de Mugica, de logrado intento farsesco.